# Chamaedorea pumila
Chamaedorea pumila es una especie de palmera que se distribuye desde Costa Rica al oeste de Colombia.

## Descripción
Son palmas con tallos solitarios, erectos, a decumbentes, apareciendo a menudo sin tallo, alcanza un tamaño de 50 cm de altura. Con tallo de 8-20 mm de diámetro, a menudo arrastrado  o cerca del nivel del suelo, de color verde oscuro, denso y con prominente anillo,  a menudo cubiertas de raíces adventicias. Las hojas: 60-10, erectas, bífidas, de 10 cm de largo, muy abierta, pecíolo dividido profundamente  y juntándose de forma tubular sólo cerca de la base de 1-3 cm, resto o la parte superior media de la vaina no apretando el tallo y que aparece como una extensión del pecíolo, de color gris verdoso, denso y minuciosamente con manchas blancas. las inflorescencias son interfoliares, erectas, igualando o excediendo ligeramente a las hojas, con pedúnculos de 15-20 cm de largo, rodeado por  la vaina de la hoja. Frutas: de 6-10 mm, globosas, de color negro.

## Taxonomía
Chamaedorea pumila fue descrita por Hermann Wendland y publicado en The Gardeners' Chronicle, ser. 3 36: 246, en el año 1904. (1 Oct 1904)
Etimología
Chamaedorea: nombre genérico que deriva de las palabras griegas: χαμαί (chamai), que significa "sobre el terreno", y δωρεά (dorea) , que significa "regalo", en referencia a las frutas fácilmente alcanzadas en la naturaleza por el bajo crecimiento de las plantas.
pumila, epíteto latino que significa corto, refiriéndose a su tamaño.
Sinonimia
- Chamaedorea minima Hodel
- Chamaedorea nana N.E.Br.
- Chamaedorea sullivaniorum Hodel & N.W.Uhl
- Kinetostigma nanum (N.E.Br.) Burret
- Nunnezharia pumila (H.Wendl.) Kuntze[5]

## Nombre común
- Español: Casha ponilla, Ponilla, Chontilla. Urarina. Eichú[2]